# Henotesia lacus
Henotesia lacus är en fjärilsart som beskrevs av Friedrich Thurau 1903. Henotesia lacus ingår i släktet Henotesia och familjen praktfjärilar. Inga underarter finns listade i Catalogue of Life.